# تروور پرانگلی
تروور پرانگلی (انگلیسی: Trevor Prangley؛ زادهٔ ۲۴ اوت ۱۹۷۲) ورزشکار هنرهای رزمی ترکیبی و کشتی‌گیر اهل آفریقای جنوبی است. وی از سال ۲۰۰۱ میلادی تاکنون مشغول فعالیت بوده‌است.